# Juan Domínguez Lamas
Juan Domínguez Lamas (Pontedeume, 8 gennaio 1990) è un ex calciatore spagnolo, di ruolo centrocampista.